# Síndrome cri-du-chat
A Síndrome Cri-du-chat, conhecida também como Miado/Choro do gato, Síndrome de Lejeune, Deleção no cromossomo 5p e Síndrome do menos 5p é uma condição genética relativamente rara (calculada de 1 em cada 50 000 nascimentos), resultante da deleção (eliminação) parcial do material genético do braço curto de um dos pares do cromossomo cinco, ocasionalmente estando um segundo cromossomo envolvido. O nome da síndrome tem origem no característico choro dos recém-nascidos, que se assemelha ao miado de um gato, provocado pelo desenvolvimento anormal da musculatura da laringe, a qual se tornará normal em poucas semanas após o nascimento. Essa síndrome pode causar problemas na estrutura dentária e, por isso, recai também sobre os cuidados da Odontologia.

## Genética
Os seres humanos possuem 46 cromossomos em suas células, 23 deles herdados da mãe e 23 do pai.  Podem ocorrer erros quando as células estiverem se dividindo e os cromossomos podem se quebrar e/ou prender-se no lugar errado.  Estes erros são comuns, e são uma parte normal da seleção natural, que permite às espécies mudar e evoluir.  A maioria das falhas é causada por erros cromossomais que não são compatíveis com a vida e, por isso, não geram seres que tenham longevidade.
Na Síndrome Cri Du Chat, a região crítica do cromossomo que contém genes que são responsáveis pelas características principais da síndrome parece ser localizada na faixa 5p 15.2. O gene que causa o choro parece estar localizado na faixa 15.3. Na maioria dos casos, a deleção é espontânea e nenhuma causa específica pode ser identificada, porém, pode ser o resultado de um problema com o cromossomo número 5 em qualquer um dos pais. Nestes casos, podem ser afetadas também as crianças subsequentes e é, então, importante que os pais de crianças com a síndrome recebam aconselhamento genético.
É possível descobrir a síndrome com amniocentese ou CVS (Chorionic Villus Sampling) no primeiro trimestre da gravidez. Não é a "culpa" de qualquer um dos pais, e a maioria dos casos ocorre inesperadamente, sendo herdados, aproximadamente, em 20% dos casos devido a uma translocação equilibrada (material de um cromossomo foi prendido a outro) nos cromossomos de um dos pais.  Pessoas com translocação equilibrada são perfeitamente normais. Como nenhum material genético está perdido, eles provavelmente não saberão que são os portadores, até que eles tenham uma criança afetada, a menos que haja uma história de CDC de Marne.

## Características da síndrome
É importante ressaltar que nem todos os indivíduos com CDC terão estas características.

### Bebê
- Choro de gato;
- baixo peso ao nascer;
- cabeça pequena (microcefalia);
- rosto redondo (rosto de lua);
- olhos amplamente espaçados;
- baixa ponte nasal;
- desenvolvimento atrasado;
- baixo rendimento.

### Crianças e adultos[3]
- Baixa estatura e magreza;
- hipotonia (tônus muscular deficiente);
- queixo pequeno;
- mandíbula pequena (micrognastia);
- atraso intelectual;
- uma única linha na palma da mão (prega de símio);
- Sindactilia nas mãos e pés;
- pregas magras logo à frente das orelhas;
- orelhas inseridas abaixo da linha do nariz (pode ser malformação);
- hipertelorismo;
- dobras de pele em cima da pálpebra superior (epicanto);
- dificuldade com chupar, tragar e apresentam refluxo gástrico;
- dentes projetados para frente, porém de tamanho normal;
- dedos longos;
- Hipospádia e Criptorquidia (embora não sejam muito comuns).[4]

Têm ainda problemas físicos secundários, como moderados prejuízos visuais, perda parcial da audição, lábio leporino e anormalidades de esqueleto, como escolioses, deslocamento de quadris e hérnias. Constipação crônica é muito comum ao longo da vida e muitas crianças têm, com frequência, infeções no ouvido e respiratória.  Algumas crianças apresentam ainda anormalidades internas, como problemas no coração, ausência ou má formação de rins, paladar afetado, músculos abdominais separados e epicanto. Ao contrário do que antigas literaturas médicas trazem, crianças com CDC podem viver por vários anos. As pessoas com a síndrome envelhecem precocemente. 

## Sintomas na Odontologia: Overjet Acentuado
Overjet é o trespasse horizontal ou a distância entre o lábio superior e o inferior, com ou sem acompanhamento da arquitetura alveolar. Ele é medido em direção paralela ao plano oclusal. Quando a distância é muito grande em comparação à média estabelecida pela Odontologia, ocorre a condição denominada “overjet acentuado”. Essa condição pode atrapalhar a respiração e, claro, a saúde bucal do paciente. 
Prejuízos
- Dificuldade de mastigação;
- dificuldade na fonética;
- desalinhamento dos dentes;
- estética prejudicada;
- maior desgaste dos dentes;

Tratamento de Overjet: A Ortodontia é a área odontológica responsável pela correção das posições dos dentes e ainda pelos ossos maxilares. Os tratamentos ortodônticos que visam resolver o problema da má oclusão estão relacionados ao uso de aparelhos ortodônticos. Entretanto, nos casos mais graves, podem ser necessárias cirurgias corretivas ou a extração de alguns dentes. É importante lembrar que os problemas referentes à oclusão dentária não são corrigidos espontaneamente. Por isso, apenas um médico dentista pode atuar no solucionamento do transtorno.

## Tratamento odontológico em criança com a Síndrome

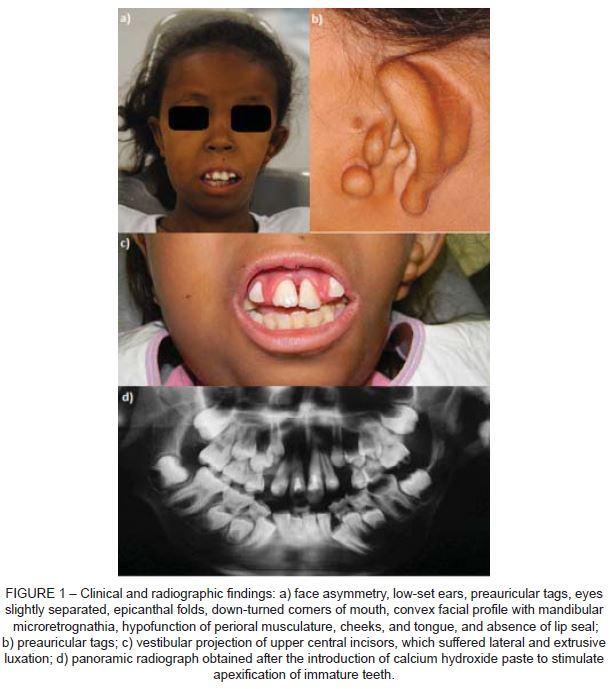

Uma criança de 8 anos com CdCS foi encaminhada à clínica odontológica pediátrica da Faculdade de Odontologia da Universidade Federal do Rio Grande do Sul para tratamento odontológico urgente. As principais queixas foram uma lesão traumática nos incisivos centrais superiores permanentes e dificuldade em realizar a higiene bucal. Ainda durante a primeira visita, a criança e a mãe receberam instruções sobre como realizar uma higiene bucal eficaz como estratégia para reduzir a gengivite. Além disso, o gluconato de clorexidina a 2% foi prescrito uma vez ao dia, durante 10 dias, para melhorar o status periodontal no local do traumatismo dentário. O paciente foi extremamente colaborativo durante todo o tratamento, demonstrando capacidade de se submeter a tratamentos mais conservadores sem a necessidade de anestesia geral. Após 3 meses, o paciente apresentou boa higiene bucal e ausência de doença periodontal. A tala flexível foi removida e os primeiros molares primários foram extraídos como parte de um plano de extração serial para permitir a correta erupção dos dentes permanentes. A menina agora tem 10 anos e perdeu todos os dentes decíduos. Ela volta para visitas regulares de manutenção para monitorar os dentes traumatizados e as condições de higiene bucal. Mesmo sendo considerado um distúrbio autossômico genético raro, incomum na prática odontológica, o CdCS apresenta manifestações orofaciais que requerem tratamento odontológico específico e especializado. Consequentemente, é importante que os profissionais de saúde compreendam as características de desenvolvimento e comportamento das crianças com essa condição. O aumento do risco de cárie e doença periodontal nesses pacientes pode estar associado às manifestações orofaciais da síndrome e à falta de higiene bucal decorrente de dificuldades na abertura da boca. Devido à dificuldade do paciente em abrir a boca, todo o tratamento foi adaptado à condição oral do paciente e, portanto, realizado sem isolamento do dique de borracha. Considerando que outras clínicas odontológicas haviam se recusado anteriormente a fornecer tratamento odontológico ao paciente por causa do diagnóstico de CdCS, o fato de o paciente apresentar a síndrome não era um impedimento para o tratamento odontológico clínico. Nesse caso, após explicação completa do plano de tratamento para a mãe e o filho, usando a técnica do tell-show-do, o paciente colaborou totalmente com todos os procedimentos, permitindo os tratamentos conservadores propostos. Em suma, quando confrontados com um paciente com CdCS, os dentistas devem tentar oferecer o melhor tratamento possível de acordo com a cooperação do paciente e priorizar o uso de técnicas conservadoras com anestesia local, quando necessário. 

## Tratamento/Intervenção
A anormalidade cromossômica não tem cura até o momento, assim, o tratamento só pode ajudar as crianças a se desenvolverem o melhor possível. Desse modo, o importante é manter uma rotina de acompanhamento médico e de outros profissionais de saúde. O que pode incluir psicólogos, fisioterapeutas, fonoaudiólogos e, claro, dentistas. O diagnóstico precoce é de suma importância para o desempenho neuropsicomotor da criança, portanto, faz-se necessário o conhecimento dessas características principais pelos profissionais da saúde para que possam ser encaminhadas para tratamentos específicos o mais precocemente possível. A intervenção precoce pressupõe, além de um contato com a problemática dos pais acerca da deficiência de seu filho, a elaboração de um programa individual e especializado envolvendo as áreas motora, cognitiva, de linguagem, de autonomia e socialização. Para tanto, é fundamental a avaliação de equipe multidisciplinar que estabelecerão as prioridades de tratamento a serem aplicadas à criança, ensinando aos pais como fazê-lo e realizar o seguimento mais adequado. 

## Teste pré-natal
Há dois testes que podem ser feitos antes do bebê nascer, que constatam a Síndrome de Cri du Chat. São eles:
- Amniocentese, que pode ser feito por volta da 18º semana e que se restringe à retirada de um pouco do fluido amniótico, e olhar o cromossomo que está na célula do bebê. Este teste tem erro na ordem de 1:100.

- Chorionic Villius Sampling (CVS), pode ser feito semanas antes do teste de aminocentese, e se delimita à retirada de um pedacinho ínfimo da placenta e olhar o cromossomo.  Este teste traz um risco maior para o bebê, de 2:100.  Não era para ocorrer erros em nenhum dos teste para CDC, a menos que eles estivessem procurando especificamente para CDC, mas os testes de rotina procuram primeiramente para a síndrome de Down.

Em alguns países já é possível, para casais portadores, fazerem o tratamento IVF, que assegura que o embrião que será implantado na mãe é saudável. 